# جورج أمبوروي
جورج أمبوروي (بالفرنسية: Georges Ambourouet)‏ (1 مايو 1986 ليبرفيل الغابون - ) هو لاعب كرة قدم غابوني.

## روابط خارجية
- جورج أمبوروي على موقع الاتحاد الدولي (مؤرشف)  (الإنجليزية)
- جورج أمبوروي على موقع قاعدة بيانات كرة القدم.إي يو (الإنجليزية)
- جورج أمبوروي على موقع ناشيونال فوتبول تيمز (الإنجليزية)
- جورج أمبوروي على موقع Soccerway.com (الإنجليزية)
- جورج أمبوروي على موقع عالم كرة القدم.نت (الإنجليزية)